# Shanksville, Pennsylvania
Shanksville là một thị trấn thuộc quận Somerset, tiểu bang Pennsylvania, Hoa Kỳ. Năm 2010, dân số của thị trấn này là 237 người.

## Sự kiện ngày 11 tháng 9
Chuyến bay 93 của United Airlines, ban đầu bay về hướng Washington, D.C để tấn công vào tòa nhà quốc hội Mỹ (mục tiêu thứ 4 của không tặc vào sự kiện ngày 11 tháng 9) nhưng đã rơi xuống cánh đồng gần Shanksville, Pennsylvania. Nơi đây cũng là nơi tưởng niệm 246 hành khách và 4 phi hành đoàn trong sự kiện ngày 11 tháng 9.